# Putim
Putim (jusqu'en 1924 : Putím ; en allemand : Butin) est une commune du district de Písek, dans la région de Bohême-du-Sud, en République tchèque. Sa population s'élevait à 552 habitants en 2020.

## Géographie
Putim se trouve à 6 km au sud-ouest de Písek et à 94 km au sud-sud-ouest de Prague.
La commune est limitée par Písek au nord-est et à l'est, par Heřmaň et Ražice au nord-est, par Kestřany à l'ouest et au nord-ouest.

## Histoire
La première mention écrite de la localité date de 1205.

## Transports
Par la route, Putim se trouve à 6,5 km de Písek, à 50,5 km de České Budějovice et à 133 km de Prague.